# Paul Wormser
Paul Wormser   (Colmar, 11 de juliol de 1905 - Santa Radegonda, 17 d'agost de 1944) va ser un tirador d'esgrima francès, especialista en espasa, que va competir durant les dècades de 1920 i 1930.
El 1936 va prendre part en els Jocs Olímpics de Berlín, on guanyà la medalla de bronze en la prova d'espasa per equips del programa d'esgrima.
Fou afusellat pels nazis, juntament amb d'altres membres de la resistència francesa, en la massacre de Sainte-Radegonde.